# Christian Schmidt (économiste)
Pour les articles homonymes, voir Christian Schmidt et Schmidt.
 (octobre 2018).
Si vous disposez d'ouvrages ou d'articles de référence ou si vous connaissez des sites web de qualité traitant du thème abordé ici, merci de compléter l'article en donnant les références utiles à sa vérifiabilité et en les liant à la section « Notes et références ».
 (décembre 2018).
Christian Schmidt, né en 1938 à Neuilly-sur-Seine, est un économiste français.

## Biographie

### Jeunesse et études
Christian Schmidt fait des études d'économie, de droit, de sociologie et de philosophie aux facultés de Paris. Il est titulaire d'un doctorat et de plusieurs masters dans ces disciplines. Il est diplômé de l'IEP de Paris et de l'Académie de droit international de La Haye.

### Parcours professionnel
Il est actuellement professeur émérite à l'université de Paris-Dauphine, où il a enseigné l'économie de 1983 à 2006. Il a également enseigné, comme directeur de recherche à l’IEP, et comme professeur associé à l’université de Paris 1 et de Paris 5.
À l’étranger il a enseigné dans plusieurs universités et centres de recherche, notamment comme professeur invité à l'université d'Ottawa (Canada), et à la LUISS Université de Rome (Italie), ainsi qu’au MGIMO de Moscou (Russie).
En matière de recherche, Christian Schmidt est également membre du Laboratoire PHARE de l'université de Paris I, où il poursuit ses travaux d’épistémologie de la science économique.
Ses activités scientifiques et ses recherches l’ont conduit à créer et à animer plusieurs institutions dans les domaines de sa compétence. Il a ainsi fondé le Laboratoire d'économie et de sociologie des organisations de défenses (LESOD), qu’il a dirigé à université de Paris-Dauphine de 1996 à 2007.
Il a également créé l'Association Charles-Gide pour l'histoire de la pensée économique, qu’il a présidé entre 1982 et 1989. En matière d'économie de la défense, il est à l’origine de l'International Defence Economic Association, dont il assuré la présidence de 1985 à 1995. Il est le président-fondateur de l'Association européenne de neuroéconomie en 2011.
Il a enfin complété ses activités d’enseignement et de recherche par une responsabilité d’éditeur en créant la collection Perspectives de l’Économique, qu’il a dirigé chez Calmann-Levy de 1966 à 1986, où ont été notamment publiés plusieurs prix Nobel d’économie comme Samuelson, Kuznets, Arrow, Hayek et Friedman.
Christian Schmidt est un économiste universitaire, professeur émérite à l’université de Paris-Dauphine. Ses travaux portent principalement sur la théorie des jeux, l’analyse du risque, l’économie de la défense et les questions d’histoire de la pensée économique et d’épistémologie économique. Plus récemment il a entrepris des recherches en neuroéconomie qui ont abouti à la publication d’un ouvrage de référence dans ce nouveau domaine.

## Publications
En dehors d’une centaine d’articles parus dans des revues scientifiques nationales et internationales, Christian Schmidt a publié les ouvrages suivants en français :
- Comprendre nos interactions sociales : une approche neuroéconomique, en collaboration avec Pierre Livet, 2014, Odile Jacob  (ISBN 978-2738131607)
- Neuroéconomie : comment les neurosciences transforment l'analyse économique, 2010, Odile Jacob  (ISBN 978-2738124449)
- La Théorie des jeux : essai d'interprétation, 2001, PUF  (ISBN 978-2130503378)
- Penser la guerre, penser l'économie, 1991, Odile Jacob  (ISBN 978-2738101266)
- Essai sur l'économie ricardienne, 1984, Economica  (ISBN 2-7178-0693-8)
- La Sémantique économique en question, 1985, Calmann-Levy  (ISSN 1710-3991)

Il a écrit et/ou dirigés les publications suivantes en langue anglaise :
- Game Theory and Economic Analysis: A Quiet Revolution in Economics, Schmidt ed., 2002 & 2010, Routledge  (ISBN 978-0415753517)
- The Rational Foundations of Economic Behavior, Arrow, Perlman, Colombatta, Schmidt eds., 1986, Macmillan  (ISBN 978-0312225667)
- Game Theory and International Relations, Alan, Schmidt, eds., 1994, E. Elgar  (ISBN 9781852789251)
- Peace, Defence and Economic Analysis, Schmidt ed., 1987, Macmillan  (ISBN 978-1-349-18898-7)
- The Economics of Military expenditures, Schmidt ed., 1987, Macmillan  (ISBN 978-1-349-08919-2)
- The "Self" and the "others" : From game theory to behavorial and Neuroeconomics A genealogy of Self-interest in economics, 2021

Christian Schmidt est ancien auditeur de l’IHEDN (31e session).

## Vie privée
Il s'est marié à Marie-Pierre de Cossé-Brissac (1925-2024), (fille de Pierre de Cossé Brissac ; divorcée de Simon Nora puis de Maurice Herzog), en 1988.